# Yves Dupont (basketballer)
Yves Dupont (Borgerhout, 28 januari 1975) is een Belgisch voormalig basketballer.

## Carrière
Hij speelde in de jeugd bij Aartselaar BBC. Dupont begon in 1993 zijn carrière bij Racing Mechelen waarbij hij speelde tot in 1995 toen de ploeg een fusie aanging. Hij ging spelen voor de fusieploeg Racing Basket Antwerpen en verhuisde mee naar Deurne waar hij speelde tot 2000. Hij won met de ploegen tweemaal de dubbel in 1993/94 en 1999/00, in dat laatste seizoen werd hij ook verkozen tot Speler van het jaar. Hij maakte de overstap naar reeksgenoot en eersteklasser Athlon Ieper maar de club ging failliet aan het einde van het seizoen.
Hij stapte over naar Bree BBC waarmee hij opnieuw in de eerste klasse uitkwam. Hij speelde een seizoen in Italië bij Pallacanestro Cantù voordat hij terugkeerde naar Bree waar hij speelde tot in 2006. Hij won met Bree nog een landstitel en werd voor de tweede keer speler van het jaar. in 2006 maakte hij de overstap naar de Antwerp Giants waarmee hij in zijn eerste seizoen meteen een beker won. Hij speelde bij de ploeg tot in 2009 toen hij ging spelen voor toen tweedeklasser Bree BBC. In 2010 ging ook deze club failliet en verkoos hij voor tweedeklasser Pitzemburg Basket.
Hij speelde ook tien jaar voor de nationale ploeg en speelde in 2009 mee in een galamatch tegen NBA-sterren.

## Erelijst
- Belgisch landskampioen: 1994, 2000, 2005
- Belgisch bekerwinnaar: 1994, 2000, 2007
- Speler van het jaar: 2000, 2005